# Мет Душен
Метју „Мет“ Душен (фр. Matthew 'Matt' Duchene; Дизар ет ал, 16. јануар 1991) професионални је канадски хокејаш на леду који игра на позицији централног нападача.

## Каријера
На улазном драфту НХЛ лиге 2009. одржаном у Монтреалу одабрала га је као трећег пика у првој рунди екипа Колорадо аваланчи из Детроита. Неколико месеци касније дебитовао је као професионалац у НХЛ лиги у дресу екипе из Колорада, а први погодак у професионалној каријери постигао је на утакмици играној 17. октобра против екипе Ред вингса Дебитантску сезону Душен је окончао као трећи по успешности у редовима Аваланча, са укупно 55 освојених поена, односно као други стрелац тима са 24 гола. На утакмици играној 26. јануара 2011. против Финикс којотса постигао је свој јубиларни стоти поен у лиги.
У јуну 2012. као слободан играч продужује уговор са Аваланчима на још две сезоне, у вредности од 7 милиона америчких долара.
Како НХЛ сезона 2012/13. није почела на време због штрајка синдиката играча (локаут), Душен је почетком октобра потписао уговор на два месеца са шведским прволигашем Фрелундом у чијем дресу је одиграо 19 утакмица и постигао 4 гола и 10 асистенција. По истеку двомесечног уговора одлучује се за останак у Европи и потписује једномесечни уговор са швајцарским НЛА лигашем Амбри-Пјотом у чијим редовима је одиграо тек 4 утакмице. Пре повратка у Америку наступао је и на турниру Шпенглеровог купа 2012. у дресу Тима Канаде са којим је освојио прво место.
У јулу 2013. потписао је нови петогодишњи уговор са Аваланчима вредан 30 милиона америчких долара.
Највећи успеси које је остварио играјући у дресу репрезентације Канаде су титула светског првака за играче до 18 година 2008, те златна олимпијска медаља на Зимским олимпијским играма 2014. у Сочију. Двоструки је светски првак са СП 2015. и СП 2016.